# Скороходько
Скорохо́дько — українське прізвище.

## Відомі носії
- Скороходько Антон Каленикович (1883—1954) — учений в галузі зоогігієни родом з Канева.
- Скороходько Едуард Федорович (1929—2008) — український мовознавець, доктор філологічних наук.
- Скороходько Павло Михайлович (1980) — український актор та режисер дубляжу, телеведучий.